# Raymond Mpezele
Raymond Mpezele (ur. 7 maja 1939 w Bulanda) – zambijski duchowny rzymskokatolicki, w latach 1985-2016 biskup Livingstone.

## Życiorys
Święcenia kapłańskie przyjął 7 września 1969. 3 maja 1985 został prekonizowany biskupem Livingstone. Sakrę biskupią otrzymał 7 lipca 1985. 18 czerwca 2016 przeszedł na emeryturę.